# Fairey Fulmar
A Fairey Fulmar egy, a második világháború idején használt, nagyméretű, repülőgép-hordozó bázisú vadászrepülőgép volt, mely a Brit Királyi Haditengerészet légiereje, a Fleet Air Arm kötelékében szolgált. A repülőgépet 1940-ben fejlesztették ki, a Fairey Battle könnyűbombázó leváltására. Habár a Fulmarból a háború alatt mindössze 600 darab épült - és a Fairey Battle helyét sem vette át - a háború egyik sikeres repülőgép-koncepciójának tekinthető, mely számottevő hatótávolsággal és jelentős tűzerővel rendelkezett.

## Tervezés és kialakítás
A Fairey Fulmar a Marcel Lobelle által tervezett Fairey P.4/34 könnyűbombázón alapult, melyet egy, a brit hadvezetés által egy zuhanó bombázó létrehozására kiírt pályázat érdekében terveztek meg, 1937-ben. A Fairey P.4/34 azonban alulmaradt a Hawker Henley-el szemben, így mindössze két prototípus épült belőle.
A második világháború kitörését követően azonban a Brit Királyi Haditengerészet megbízta a Fairey céget egy, a haditengerészet számára alkalmas repülőgép kifejlesztésével. A repülőgép kifejlesztése során a nagy hatósugárra és a nagy tűzerőre helyezték a hangsúlyt, a gép jó manőverezőképességét azonban nem tartották szem előtt.
Az első protoípusba egy 810 kW-s Rolls-Royce Merlin III.-as típusú V-12-es motort szereltek be, ez azonban gyengének bizonyult, a repülőgép csak 370 km/h-s sebesség elérésére volt képes. Később a prototípust Rolls-Royce Merlin VIII-as típusú motorral szerelték fel, amely már elégségesnek bizonyult, a repülőgépet képessé téve a 438 km/h-s sebesség elérésére. A sikeres tesztrepülések után megkezdődött a repülőgép sorozatgyártása, 1942-ig a Fulmar első típusából, melyet később az Mk I-es sorszámmal láttak el, 250 darab épült és került a haditengerészet szolgálatába.
1941-ben megkezdődött a Fairey Fulmar Mk II kifejlesztése, mely az Mk I feljavított változata volt. Az Mk II-be nagyobb teljesítménnyel rendelkező Rolls-Royce Merlin XXX-as motort építettek be.

## Bevetési története
Az első század amelyet Fairey Fulmarokkal szereltek fel, a 866 Naval Air Squadron volt, mely az HMS Illustrious repülőgép-hordozó fedélzetén teljesített szolgálatot. Az első repülőgépek 1940 júliusában kerültek tényleges szolgálatba, 1941 májusában már részt vettek a Bismarck csatahajó elsüllyesztésében. 1941. július 30-án 18 Fairey Fulmar részt vett a kudarccal végződő kirkenesi és petsamói rajtaütésben is.
A repülőgépek legjelentősebb alkalmazása a Mediterrán-térségben történt, ahol 1940 szeptemberétől Málta környékén vett részt a szövetséges konvojok védelmében és magában a máltai csatában is. 1940 novemberében Fairey Fulmarok és Fairey Swordfishek vettek részt a tarantói csatában.
1942 nyarától megkezdték a Fulmar lecserélését a jobb manőverezőképességgel rendelkező Supermarine Seafire-re és a nagyobb hatósugárral rendelkező, amerikai gyártmányú F4F Wildcat-re. A Fulmar azonban még a háború végéig szolgálatban maradt, részben éjszakai vadászgépként, részben a Fairey Barracuda pilótáinak kiképzésére használták. A Fulmarok egy részét 1942-től Ceylon szigetére telepítették, ahol a japán harci repülőgépekkel került összetűzésbe. A Fulmarok a csendes-óceáni fronton kiválóan teljesítettek, 112 ellenséges repülőgépet megsemmisítve. A Fulmar frontszolgálata 1945. február 8-án fejeződött be, amikor egy Mk II-es típusú éjszakai vadászgép az HMS Campani fedélzetére való leszálláskor balesetet szenvedett, ezért a haditengerészet parancsnoksága elrendelte a repülőgépek kivonását.

## Típusváltozatok
- Fairey Fulmar Mk I - alapváltozat, 250 darab épült belőle.
- Fairey Fulmar Mk II - továbbfejlesztett változat, 1941-től gyártották, jelentős részüket éjszakai vadászként alkalmazták. 350 darab épült belőle.

## Üzemeltetők
Egyesült Királyság
- Fleet Air Arm

 Vichy-Franciaország
- A Vichy-kormány Légiereje - 1941-ben elfogtak egy felderítő repülést teljesítő Fulmart Szenegál felett, melyet később szolgálatba állítottak.

## Képgaléria

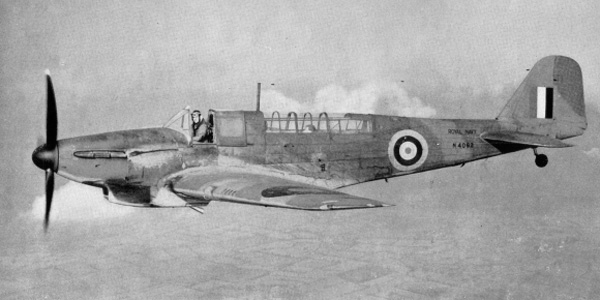
Fairey Fulmar Mk I.
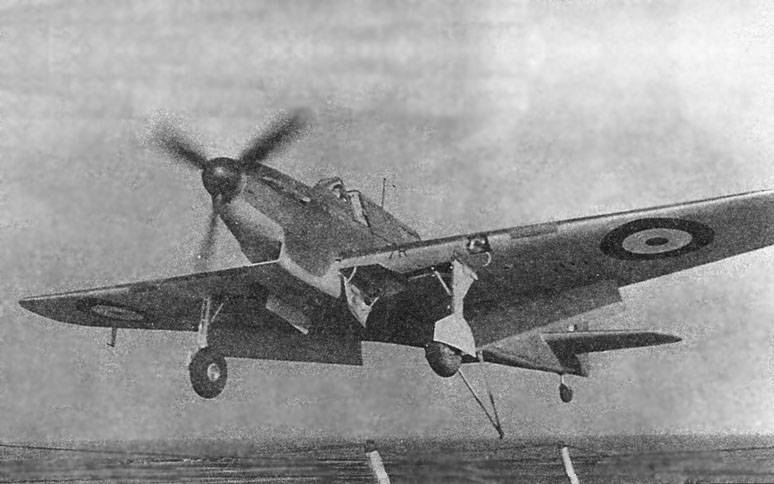
Fairey Fulmar Mk I repülőgép-hordozón történő landolás közben.
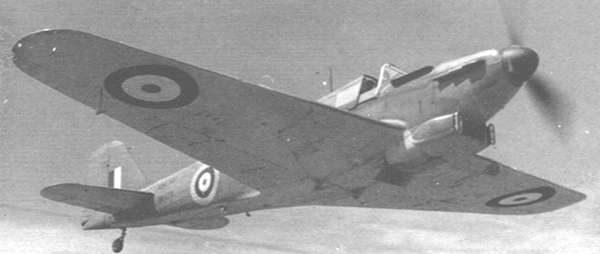
Fairey Fulmar Mk II alulnézetből.
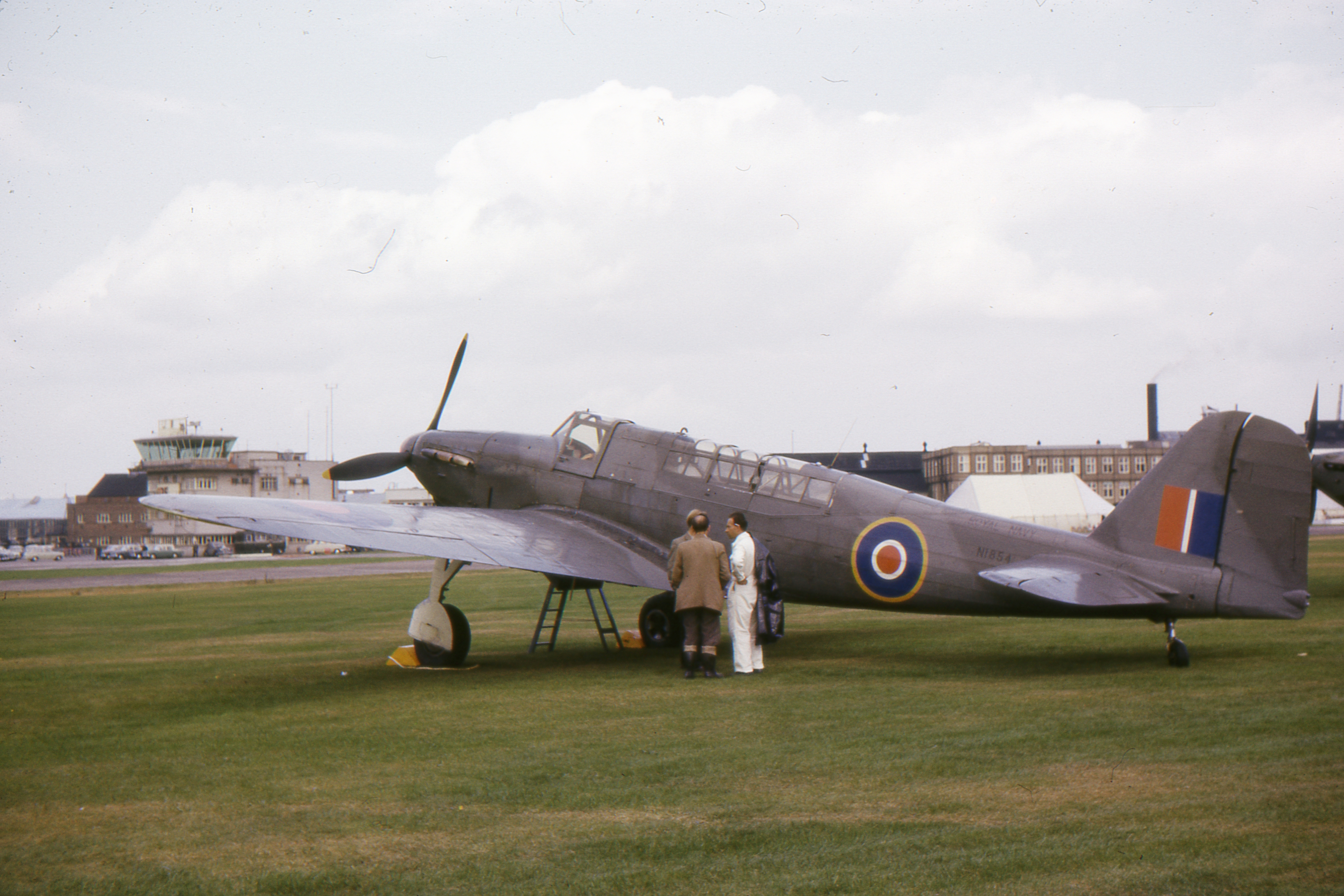
Fairey Fulmar prototípus 1962-ben.
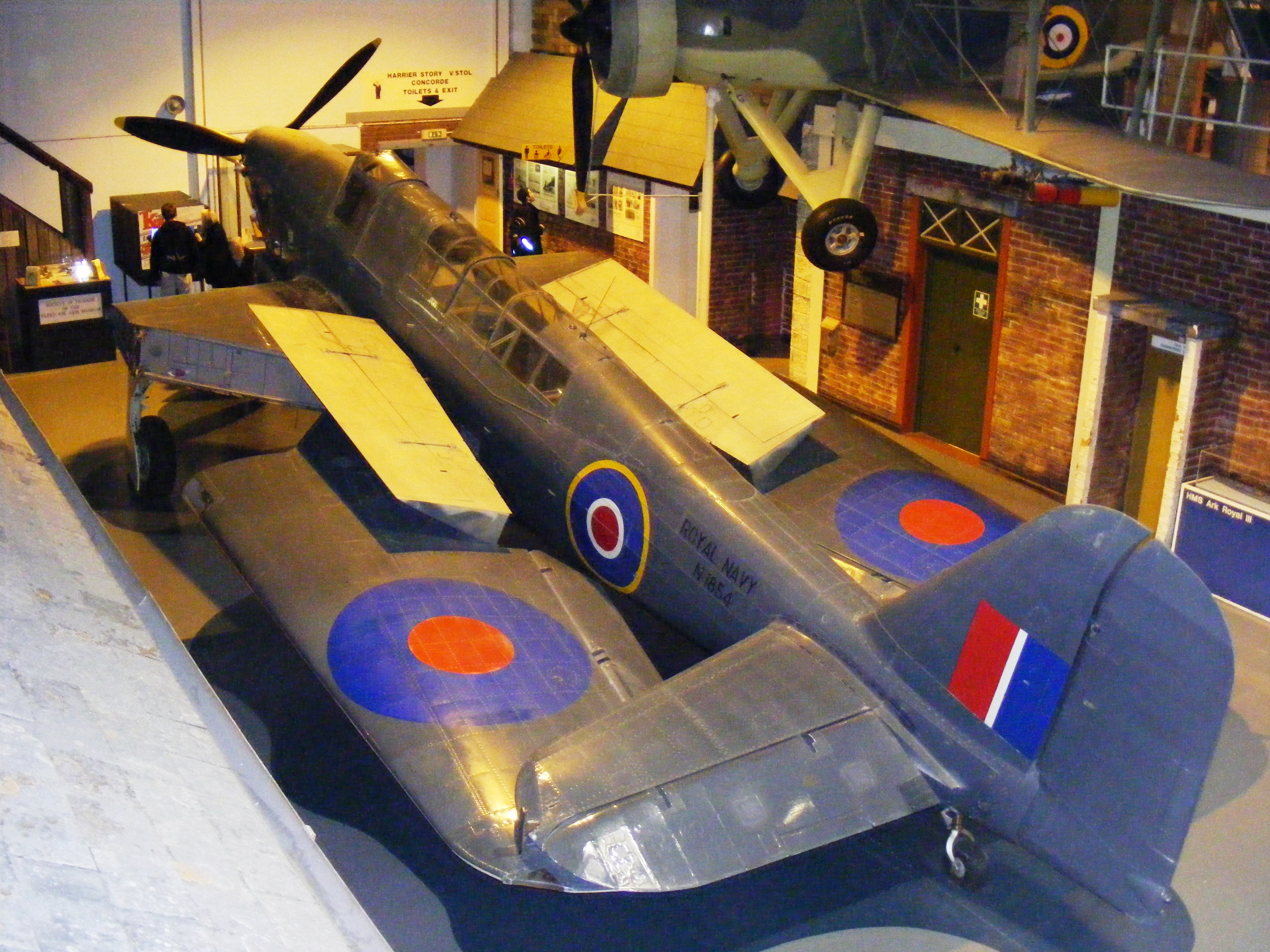
Fairey Fulmer repülőgép-hordozó hangárjában történő tárolsahoz összehajtott szárnyakkal. A repülőgép előterében álló emberek jól érzékeltetik a típus impozáns méreteit.
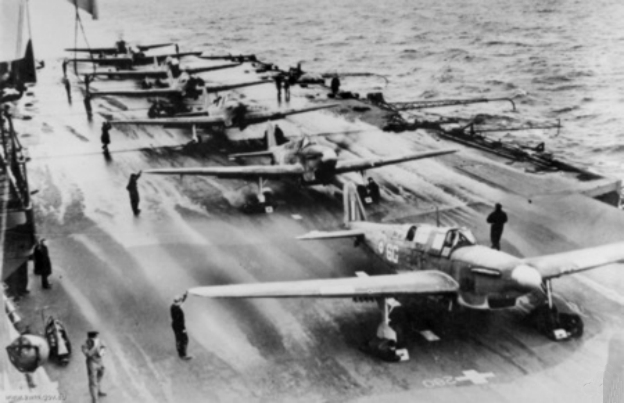
A 809. század Fulmar-jai a brit HMS Victorious repülőgép-hordozó fedélzetén, 1942-ben.